# Jakobuskirche (Gütersloh)

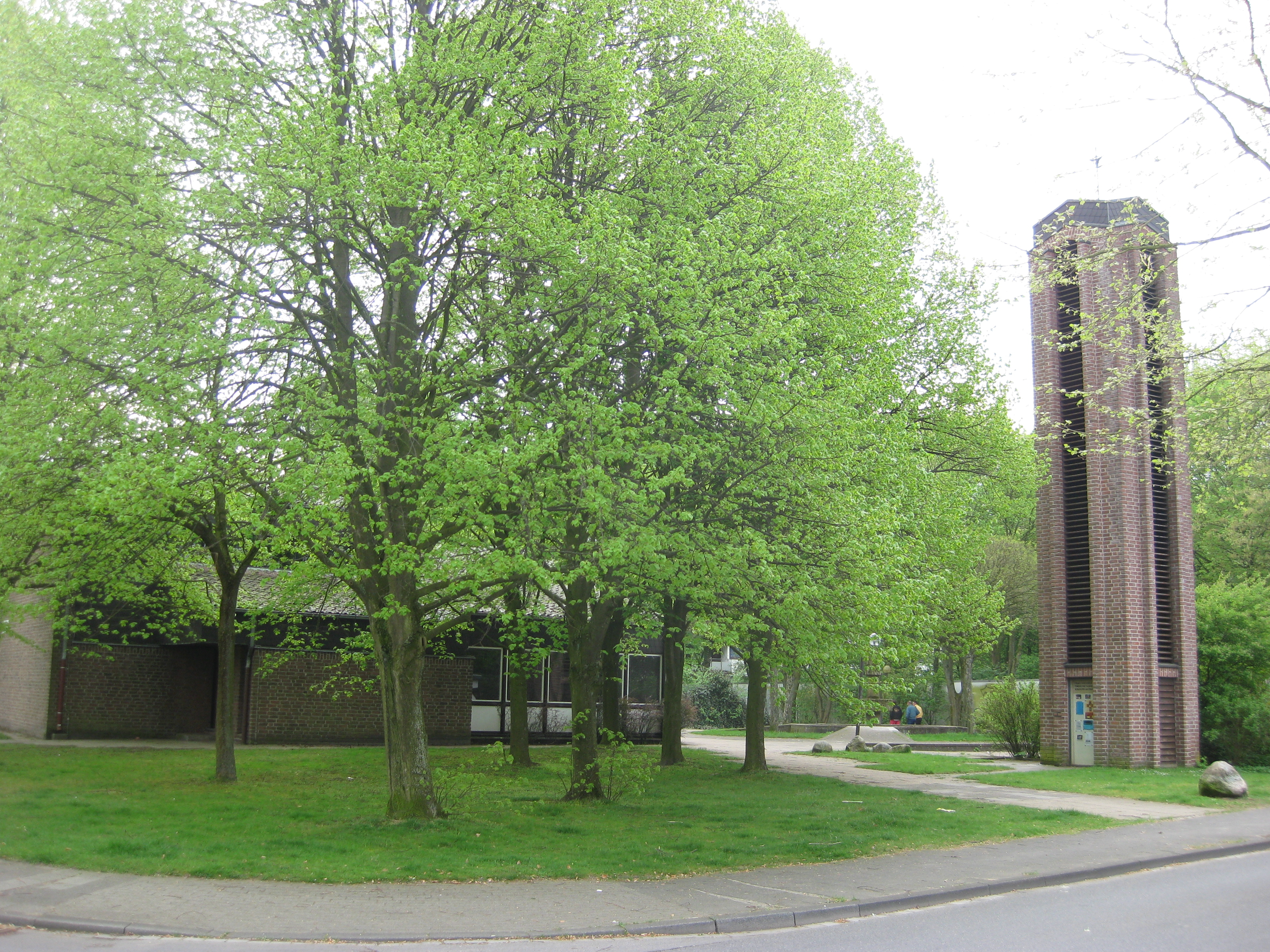
Glockenturm der ehemaligen Jakobuskirche

Die Jakobuskirche ist ein profanierter Kirchenbau im Ortsteil Blankenhagen der ostwestfälischen Kreisstadt Gütersloh.
Das Gotteshaus der Evangelischen Kirchengemeinde Gütersloh wurde 1972 errichtet und im Juli 2007 entwidmet. Zusammen mit dem benachbarten Gemeindehaus wird es seitdem unter dem Namen „Jakobus-Haus“ als integrative Einrichtung mit Werkstatt- und Arbeitsräumen zur Förderung geistig und seelisch behinderter Menschen genutzt.
Die Kleuker-Orgel der Jakobuskirche wurde im November 2009 in der Christuskirche zu Recz, Polen, durch die Orgelbaufirma Urbanski neu aufgestellt.